# Stuart McCall
Pour les articles homonymes, voir McCall.
Andrew Stuart Murray McCall (né le 10 juin 1964 à Leeds) est un footballeur écossais qui évolue au poste de milieu de terrain. Il joue un total de 763 matchs de championnat au cours de sa carrière, soit le treizième plus élevé (en) de tous les footballeurs britanniques. Il s'est reconverti en entraîneur de football, en poste actuellement au club anglais de Bradford City. Il fait partie du Rangers FC Hall of Fame.
McCall commence sa carrière professionnelle à Bradford City, où il fait ses débuts en équipe première en 1982. Il joue six saisons à Valley Parade, période durant laquelle il remporte le championnat de troisième division, un titre éclipsé par le désastre du Valley Parade où 56 personnes meurent et où son père Andy (en) est blessé. Après avoir manqué la promotion en 1988, McCall signe à Everton, pour lequel il marque deux buts et perd la finale de la FA Cup 1989. En 1991, il s'installe aux Rangers, avec qui il passe sept saisons et remporte six titres de champion, trois Coupes écossaises et deux Coupes de la Ligue écossaise. McCall retourne à Bradford City en tant que capitaine pour les mener en première division du football anglais pour la première fois en 77 ans. Après quatre saisons, il déménage à Sheffield United, où il prend sa retraite de joueur en 2005.
Bien que né en Angleterre, McCall peut jouer pour l'Écosse par son père écossais. Il honore quarante sélections pour l'Écosse, et marque un but au cours de la Coupe du monde 1990 en Italie. Il dispute deux Championnats d'Europe, mais sa carrière internationale prend fin après sa mise à l'écart de l'équipe pour la Coupe du monde 1998.
McCall fait partie du personnel d'encadrement au cours de sa deuxième période à Bradford City, endossant brièvement le rôle d'entraîneur-joueur par intérim en 2000. Après sa carrière professionnelle, il est entraîneur adjoint de Neil Warnock à Sheffield United jusqu'en mai 2007, puis revient à Bradford City pour la troisième fois, cette fois en tant qu'entraîneur. Il passe deux saisons et demie responsable de Bradford City, quittant le poste en février 2010. Juste avant la fin de l'année, il prend les rênes de Motherwell.

## Biographie

### Jeunesse
Stuart McCall naît le 10 juin 1964 à Leeds, en Angleterre, de parents écossais prénommés Andy, footballeur professionnel des années 1950, et Jean McCall. Il est le troisième enfant du couple après Leslie et Janette, qui ont 20 et 15 ans, respectivement, lorsque Stuart vient au monde. La maison familiale est située à proximité du stade Elland Road de Leeds United où Stuart passe de nombreux samedis après-midi, rêvant de suivre les traces de son père et de jouer pour Leeds, même après le déménagement de la famille à Wortley (en),.
McCall joue au football pour Upper Wortley Primary School et Thornhill Middle School, marquant même un but victorieux pour ce dernier en finale de coupe en entrant comme remplaçant avec un bras en écharpe. McCall pratique également le tennis de table durant ses études mais excelle au football, étant le capitaine de l'équipe masculine des moins de onze ans de Leeds et jouant plus tard avec d'autres équipes de jeunes de Leeds. Les parents de Stuart se séparent et il gagne en maturité en déménageant dans l'un des quartiers les plus difficiles de Leeds à l'âge de 14 ans. Il part étudier à Harrington High et joue pour les équipes de jeunes locales Pudsey Juniors, Holbeck et plus tard Farsley Celtic. McCall pense avoir raté sa chance de jouer professionnellement après qu'une série d'autres joueurs sont repérés par les clubs professionnels, jusqu'à ce que Farsley rencontre l'équipe junior de Bradford City en match amical où il impressionne l'entraîneur Bryan Edwards (en), suffisamment pour être appelé à faire un essai.

### Carrière de joueur

#### Bradford City
McCall entre au centre de formation de Bradford City après avoir été recruté par George Mulhall (en) à l'âge de 16 ans,, avant de devenir apprenti en juin 1981,. Le successeur de Mulhall, Roy McFarland, offre ses débuts à McCall contre Reading le 28 août 1982, le faisant entrer en jeu en remplacement de Ces Podd (en) au poste d'arrière droit. Il n'apparaît que six fois en championnat jusqu'au 29 janvier 1983, date à laquelle il joue le premier d'une série de 134 matchs de championnat consécutifs, le tout en milieu de terrain sous les ordres de Trevor Cherry. City termine 12e en troisième division cette saison-là. La saison suivante, le club peine à se remettre du départ de Bobby Campbell à Derby County, et ne remporte qu'un seul de ses quinze premiers matchs, jusqu'à ce que Cherry rachète Campbell à Derby, et City gagne une série record de dix matchs consécutifs sur sa lancée vers une septième place finale.
Au cours de l'été 1984, Cherry recrute deux joueurs clés, le défenseur central Dave Evans (en) et l'ailier droit John Hendrie, afin de bâtir sur les fondations de la bonne fin de saison précédente. McCall fait partie intégrante de l'équipe de City qui remporte le championnat de troisième division en 1985, au cours de laquelle il marque huit buts et est l'un des deux joueurs qui ne ratent aucun match. Le titre est assuré lors de l'avant-dernière journée lorsque McCall marque le deuxième but d'une victoire 2–0 contre Bolton Wanderers,. Le titre de champion est fêté lors du dernier match de la saison, le 11 mai 1985 à domicile contre Lincoln City. Cependant, la fête tourne au drame et 56 personnes meurent dans l'incendie du stade, où la tribune principale du Valley Parade prend feu après quarante minutes de jeu, et au cours duquel le père de McCall, qui se trouve avec d'autres membres de sa famille, est grièvement blessé. Après l'incendie, McCall, portant toujours son maillot, passe plusieurs heures au volant de sa voiture depuis le stade à la maison de sa sœur, puis au Bradford Royal Infirmary (en) et à l'hôpital Pinderfields, essayant de trouver son père. Son père souffre de graves brûlures, des greffes de peau sur les mains et la tête sont nécessaires et il reste hospitalisé pendant plusieurs semaines.
Pendant les 19 mois qui suivent, le club joue les matchs à l'extérieur de Valley Parade. Cherry et les joueurs deviennent un collectif soudé, assistent aux funérailles des victimes et à d'autres engagements dans les mois qui suivent, et le classement final du club à la 13e place de deuxième division en 1986 est salué comme une réalisation majeure. Pendant la période de Bradford hors Valley Parade, McCall tourne le dos à Leeds United, l'équipe qu'il portait dans son cœur durant l'enfance, après que ses supporteurs mettent le feu à un camion à frites à Odsal Stadium. McCall devient capitaine de Bradford City en novembre 1986, dès 21 ans, après le départ de Peter Jackson (en) à Newcastle United. Sous le remplaçant de Cherry, Terry Dolan (en), le club se tient hors de toute menace de relégation pour finir dixième en 1987. Tout comme Jackson, McCall et Hendrie sont tous deux prêts à signer chez un club de deuxième division, mais ils acceptent en 1987 de rester pour une dernière saison.

Dolan fait signer Paul Tomlinson (en), Brian Mitchell (en) et Lee Sinnott (en) dans le but d'aider McCall et Hendrie à réaliser leurs rêves avec City. Ils obtiennent une place en play-off pour la promotion en 1988 et sont en tête du classement pendant une grande partie de la saison avant de faiblir après le Nouvel An. La promotion est manquée d'abord d'un point au dernier jour de la saison après une défaite 3–2 contre Ipswich Town, puis après une défaite en play-off contre Middlesbrough, McCall quitte donc le club, signant avec Everton pour 850 000 £ en juin 1988. McCall est ensuite franc dans son autobiographie, The Real McCall, sur l'échec de City pour renforcer l'équipe afin d'assurer la promotion : 

« J'ai pensé au dernier jour du marché des transferts et Tordoff disant que nous devrions vendre avant d'acheter. Un ou deux nouveaux visages nous auraient permis de finir plus haut, j'en étais persuadé. […] Ce n'était pas une question de pari, c'était un manque d'ambition. »

#### Everton
McCall rejoint Everton à un moment où son équipe triomphante du milieu des années 1980 se disperse, à la suite du bannissement des clubs anglais des compétitions européennes, qui marque le début d'une période de contre-performances à Goodison Park,. Ses débuts avec Everton viennent dans une victoire 4–0 sur Newcastle United, le 27 août 1988, contre son ancien coéquipier Hendrie, qui fait lui aussi ses débuts avec Newcastle. McCall retourne à Valley Parade pour un match de Coupe de la Ligue, mais Everton est éliminé par Bradford 3–1 le 14 décembre 1988. Il est titulaire dans 29 matchs de championnat en 1988–1989 et apparaît quatre autres fois comme remplaçant, mais ne marque pas en championnat. Il entre également comme remplaçant en finale de la FA Cup 1989, marque le but égalisateur d'Everton dans ce derby du Merseyside contre Liverpool pour pousser le match en prolongation. Il marque un nouveau but égalisateur en prolongation, mais l'avant-centre remplaçant de Liverpool Ian Rush marque aussi deux buts pour assurer une victoire 3–2 de Liverpool.
McCall fait une deuxième apparition sous le maillot d'Everton à Valley Parade, lorsqu'il est invité par son ancien coéquipier Mark Ellis (en) à apporter une équipe pour son jubilé. En trois saisons à Everton, McCall dispute 103 matchs de championnat et obtient sa première cape avec l'Écosse, mais il ne parvient pas à soulever un trophée, le club terminant huitième, sixième et neuvième en championnat. En dehors de la défaite en finale de FA Cup, il passe proche de remporter un titre avec Everton lors de la saison 1989–1990, où Everton est en première position à la fin de l'automne et reste en lice pour le titre jusqu'aux dernières journées où il s'effondre et termine sixième.

#### Glasgow Rangers
En 1991, les Rangers payent 1,2 million £ pour McCall. Les Rangers viennent de remporter leur troisième titre successif de champion d'Écosse. Sous les ordres de Walter Smith, McCall gagne les six derniers d'une série de neuf titres consécutifs de champion d'Écosse. Pour sa première saison à Ibrox, McCall remporte le doublé coupe-championnat, avant de faire encore mieux la saison suivante, remportant les deux coupes écossaises 2–1 contre Aberdeen et terminant le championnat avec neuf points d'avance sur Aberdeen. Les Rangers réalisent aussi un beau parcours européen cette saison où le club de Glasgow manque de peu une qualification pour la finale de la Ligue des champions de l'UEFA 1992-1993, terminant second et invaincu de la phase de groupes à un point du futur vainqueur, l'Olympique de Marseille. Évoquant la raison de leur succès comme l'esprit que Smith a instillé dans l'équipe, McCall dit plus tard : « Ce fut une saison incroyable. Nous avons remporté le triplé national, nous sommes restés invaincus pendant 44 matchs et nous n'avons pas perdu un seul match en Europe. Et, bien que nous disions que nous ferions de même l'année prochaine, nous savions tous que c'était unique ». En 1993–1994, les Rangers ajoutent une nouvelle Coupe de la Ligue écossaise avec le championnat, mais perdent 1–0 en finale de la Coupe d'Écosse contre Dundee United, ratant étonnamment un deuxième triplé consécutif qui lui tendait les bras. La saison suivante, les Rangers gagnent le championnat par leur plus grande marge en comptant quinze points d'avance sur Motherwell, mais ils échouent à atteindre la finale de l'une des coupes nationales. Bien que leur marge sur leur dauphin, leurs rivaux du Celtic, est réduite à quatre points en 1995–1996, le total de 87 points des Rangers constitue un record. McCall joue sa quatrième finale de Coupe d'Écosse et vainc les Hearts 5–1. En 1996, McCall est filmé par les caméras de télévision reprenant des chansons sectaires alors qu'il est blessé et regarde un match au Celtic Park depuis les tribunes. Son club des Rangers pousse à nouveau le Celtic à la deuxième place en 1996–1997 et bat les Hearts 4–3 en finale de Coupe de la Ligue écossaise. Mais alors que le club se lance dans une course sans précédent vers un 10e titre consécutif en 1997–1998, il doit finalement se contenter de la deuxième place, le Celtic remportant le championnat par deux points sur la dernière journée de la saison. McCall est remplacé lors de la finale perdue de Coupe d'Écosse contre les Hearts, les Rangers terminent donc la saison sans décrocher un seul titre pour la première fois de la période de McCall au club.
En février 2008, McCall devient la 71e personnalité intronisée dans le Hall of Fame des Rangers. L'ancien coéquipier de McCall et entraîneur assistant du club, Ally McCoist, lui décerne le prix.

#### Retour à Bradford City
Il reste encore un an de contrat à McCall aux Rangers en 1998, mais une grande partie de l'équipe que Walter Smith avait construit est partie et McCall est autorisé à quitter le club sur un transfert gratuit par le nouvel entraîneur Dick Advocaat, tant qu'il choisit un club anglais. Barnsley et Huddersfield Town sont tous deux intéressés par la signature de McCall, mais il rejoint Bradford City en tant que capitaine du club. L'entraîneur novice Paul Jewell met sur pied une équipe qui émerge comme une surprenante prétendante à la promotion après deux saisons passées en luttant contre la relégation, en ajoutant d'autres nouvelles signatures, dont le milieu de terrain central Gareth Whalley (en) et l'attaquant Lee Mills (en), qui sera le meilleur buteur du club. La saison débute lentement avec une seule victoire lors des sept premiers matchs, mais dans la deuxième moitié de la saison, Bradford City est en lice avec Ipswich Town et Birmingham City pour le deuxième strapontin de promotion derrière les larges leaders Sunderland. Les renforts sur prêts de Lee Sharpe et Dean Windass viennent grossir les rangs de City qui a l'occasion de sceller la promotion lors de l'avant-dernière journée contre le relégable Oxford United. La partie se termine sur un score nul 0–0, reportant la possibilité de promotion au dernier match de la saison. Quelques jours plus tard, il est nommé joueur du club de l'année. Le 9 mai 1999, une victoire 3–2 contre Wolverhampton Wanderers à Molineux assure la promotion en Premier League. Après le match, les joueurs font la fête avec les supporteurs au siège du club, quand McCall tombe d'une voiture après avoir bu plus de cinq heures après la fin de la rencontre.
Bradford s'apprête à jouer sa première saison dans l'élite depuis 77 ans. Jewell recrute David Wetherall, Dean Saunders et Neil Redfearn, des joueurs expérimentés du haut niveau, mais City fait partie des quatre dernières équipes pendant la plupart de la saison. C'est la forme de Bradford à domicile (ils gagnent 26 de leurs 36 points à Valley Parade) qui est déterminante pour City afin d'échapper à la relégation, qui est évitée de justesse par trois points après une victoire retentissante 1–0 sur Liverpool lors de la dernière journée de la saison 1999–2000, envoyant Wimbledon en deuxième division. Lorsque Jewell quitte le club quelques jours seulement après la fin de la saison, McCall est nommé entraîneur adjoint de Chris Hutchings (en), et est ensuite intronisé au poste d'entraîneur par intérim pour deux matchs à la suite du limogeage de Hutchings après seulement douze matchs de la saison 2000–2001. City est relégué avec seulement 26 points. Au cours d'une défaite 6–1 face aux rivaux du Yorkshire de l'Ouest, Leeds United, lors de l'avant-dernier match, McCall et son coéquipier Andy Myers se battent sur le terrain.
McCall reste une saison de plus avant d'être libéré par l'entraîneur Nicky Law (en) en mai 2002, peu de temps avant que le club ne passe en examen de sa situation financière pour la première fois après avoir terminé 15e en Division One. Sa carrière de joueur à Bradford City est incertaine en décembre 2001 avant l'arrivée de Law, alors que le précédent entraîneur Jim Jefferies (en) a mis McCall de côté après une défaite 3–1 à Manchester City à la suite d'un différend à l'entraînement,. Cependant, Jefferies démissionne de son poste une semaine plus tard après la rencontre au sommet avec le président Geoffrey Richmond (en). En avril 2002, le jubilé de McCall contre les Rangers attire plus de 21 000 spectateurs à Valley Parade. McCall reverse une partie des bénéfices de cette rencontre à l'unité de recherche sur les brûlures de Bradford, qui a été créé à la suite de l'incendie de 1985. Deux ans après ce match de gala, McCall joue une fois de plus aux couleurs de City pour un match intitulé Save Our City et organisé par le journal du soir de Bradford, le Telegraph & Argus (en), pour amasser des fonds pour le club, qui passe alors devant l'administration pour une deuxième fois,.

#### Sheffield United
Le 2 juillet 2002, McCall rejoint Sheffield United, où il est à 38 ans titulaire en équipe première et entraîne aussi la réserve qu'il mène au titre de champion. Il joue 71 matchs de championnat au cours des deux saisons suivantes, et marque deux buts, dont l'un victorieux contre son ancienne équipe de Bradford. Il est dans l'équipe qui atteint la finale des play-offs de Division One ainsi que les demi-finales des deux Coupes en 2003. Toutefois, McCall et Dean Windass, qui l'a rejoint à Sheffield United, sont tous deux écartés de la finale des play-offs, qu'United perd 3–0 face à Wolverhampton Wanderers. McCall ne joue que deux matchs de Coupe de la Ligue au cours de la saison 2004–2005, et annonce sa retraite quelques semaines avant son 41e anniversaire. Son total en carrière de 763 matchs de championnat le place en 13e position sur la liste des footballeurs britanniques ayant le plus de matchs de championnat de tous les temps.

#### Équipe d'Écosse

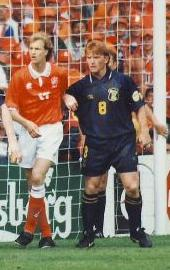
McCall (à droite) jouant pour l'Écosse contre les Pays-Bas à Villa Park pendant l'Euro 96.

McCall est sélectionné avec les équipes d'Angleterre et d'Écosse des moins de 21 ans le même jour en 1984, et choisit de jouer pour l'Angleterre dans un match contre la Turquie. Toutefois, il est seulement remplaçant et l'arbitre siffle le coup de sifflet final avant que McCall n'entre sur le terrain. Plus tard, il dira au journal écossais Glasgow Herald : « J'ai senti que c'était une erreur presque dès le début. J'ai été mis sur le banc et ils ont essayé de me faire entrer en jeu pour une minute. Mais j'ai pris le temps de ré-attacher mes chaussures et de bien m'échauffer et, heureusement, je ne suis pas entré, sinon ma carrière internationale se serait limitée à cela ». Par conséquent, McCall est toujours éligible à la fois pour l'Angleterre et l'Écosse, et il choisit finalement cette dernière, pour lequel il est sélectionnable grâce à son père. Il fait ses débuts en mars 1988, ironiquement contre l'Angleterre. McCall fait une nouvelle apparition pour l'Écosse des moins de 21 ans, contre la France en 1990.
Plus tard la même année, McCall est appelé en équipe d'Écosse A. Il honore sa première cape internationale le 28 mars 1990 lors d'une victoire 1–0 en amical contre l'Argentine. Il joue dans cinq matchs amicaux en 1990 qui lui valent d'être inclus dans le groupe de 22 Écossais pour la Coupe du monde 1990 en Italie. Il dispute les trois matchs de l'Écosse au Mondial. Ils perdent leur premier match 1–0 face au Costa Rica, avant que McCall ne marque son unique but international contre la Suède pour une victoire 2–1,. Toutefois, l'Écosse ne parvient pas à se qualifier pour le deuxième tour après sa défaite 1–0 par le Brésil.
McCall représente l'Écosse aux Championnats d'Europe en 1992, où ils échouent à nouveau en phase de groupes après des défaites contre les Pays-Bas et l'Allemagne, et en 1996 où ils sont devancés au premier tour par les Pays-Bas. L'Écosse échoue à se qualifier pour la Coupe du monde 1994. McCall joue seulement deux matchs de qualification pour la Coupe du monde 1998 et sa dernière sélection vient dans un match amical contre le Danemark le 25 mars 1998, étant mis de côté de l'effectif pour la phase finale en France, avec son coéquipier Ally McCoist. Il compte un total de quarante sélections pour l'Écosse, onze alors qu'il évolue à Everton et 29 au cours de sa carrière avec les Rangers.

## Carrière

### Joueur

#### Clubs
| Club             | Saison         | Championnat | Championnat | Coupe  | Coupe | Europe | Europe | Total  | Total |
| Club             | Saison         | Matchs      | Buts        | Matchs | Buts  | Matchs | Buts   | Matchs | Buts  |
| ---------------- | -------------- | ----------- | ----------- | ------ | ----- | ------ | ------ | ------ | ----- |
| Bradford City    | 1982–1983      | 28          | 4           | 2      | 0     | 0      | 0      | 30     | 4     |
| Bradford City    | 1983–1984      | 46          | 5           | 4      | 0     | 0      | 0      | 50     | 5     |
| Bradford City    | 1984–1985      | 46          | 8           | 7      | 1     | 0      | 0      | 53     | 9     |
| Bradford City    | 1985–1986      | 38          | 4           | 4      | 2     | 0      | 0      | 42     | 6     |
| Bradford City    | 1986–1987      | 36          | 7           | 4      | 1     | 0      | 0      | 40     | 8     |
| Bradford City    | 1987–1988      | 44          | 9           | 9      | 2     | 0      | 0      | 53     | 11    |
| Bradford City    | Total          | 238         | 37          | 30     | 6     | 0      | 0      | 268    | 43    |
| Everton          | 1988–1989      | 33          | 0           | 9      | 4     | 0      | 0      | 42     | 4     |
| Everton          | 1989–1990      | 37          | 3           | 11     | 0     | 0      | 0      | 48     | 3     |
| Everton          | 1990–1991      | 33          | 3           | 9      | 0     | 0      | 0      | 42     | 3     |
| Everton          | Total          | 103         | 6           | 29     | 4     | 0      | 0      | 132    | 10    |
| Rangers          | 1991–1992      | 36          | 1           | 7      | 0     | 2      | 2      | 45     | 3     |
| Rangers          | 1992–1993      | 36          | 5           | 9      | 1     | 9      | 0      | 54     | 6     |
| Rangers          | 1993–1994      | 34          | 3           | 8      | 0     | 2      | 0      | 44     | 3     |
| Rangers          | 1994–1995      | 30          | 2           | 4      | 1     | 2      | 0      | 36     | 3     |
| Rangers          | 1995–1996      | 21          | 3           | 5      | 1     | 7      | 0      | 33     | 4     |
| Rangers          | 1996–1997      | 7           | 0           | 2      | 0     | 4      | 0      | 13     | 0     |
| Rangers          | 1997–1998      | 30          | 0           | 8      | 0     | 2      | 0      | 40     | 0     |
| Rangers          | Total          | 194         | 14          | 43     | 3     | 28     | 2      | 265    | 19    |
| Bradford City    | 1998–1999      | 43          | 3           | 5      | 0     | 0      | 0      | 48     | 3     |
| Bradford City    | 1999–2000      | 34          | 1           | 4      | 0     | 0      | 0      | 38     | 1     |
| Bradford City    | 2000–2001      | 37          | 1           | 2      | 0     | 4      | 0      | 43     | 1     |
| Bradford City    | 2001–2002      | 43          | 3           | 3      | 1     | 0      | 0      | 46     | 4     |
| Bradford City    | Total          | 157         | 8           | 14     | 1     | 4      | 0      | 175    | 9     |
| Sheffield United | 2002–2003      | 34          | 0           | 11     | 0     | 0      | 0      | 45     | 0     |
| Sheffield United | 2003–2004      | 37          | 2           | 5      | 0     | 0      | 0      | 42     | 2     |
| Sheffield United | 2004–2005      | 0           | 0           | 2      | 0     | 0      | 0      | 2      | 0     |
| Sheffield United | Total          | 71          | 2           | 18     | 0     | 0      | 0      | 89     | 2     |
| Total carrière   | Total carrière | 763         | 67          | 134    | 14    | 32     | 2      | 929    | 83    |

#### Équipe nationale
- 2 sélections et 0 but en équipe d'Écosse espoirs entre 1988 et 1990
- 40 sélections et 1 but en équipe d'Écosse entre 1990 et 1998
- Participation à la Coupe du monde 1990 avec l'Écosse

### Entraîneur
Au 14 avril 2011
| Équipe          | Du               | Au               | Statistiques | Statistiques | Statistiques | Statistiques | Statistiques |
| Équipe          | Du               | Au               | Joués        | Victoires    | Nuls         | Défaites     | % victoire   |
| --------------- | ---------------- | ---------------- | ------------ | ------------ | ------------ | ------------ | ------------ |
| Bradford City   | 6 novembre 2000  | 20 novembre 2000 | 2            | 0            | 0            | 2            | 0,00         |
| Bradford City   | 22 mai 2007      | 8 février 2010   | 133          | 46           | 35           | 52           | 34,59        |
| Motherwell      | 30 décembre 2010 | 2 novembre 1914  | 21           | 9            | 4            | 8            | 42,86        |
| Glasgow Rangers | 11 mars 2015     | 20 juin 2016     | 3            | 1            | 2            | 0            | 33,33        |
| Bradford City   | 20 juin 2016     | actuel           | 0            | 0            | 0            | 2            | 0,00         |

## Palmarès
- Champion d'Écosse en 1992, 1993, 1994, 1995, 1996 et 1997 avec les Glasgow Rangers
- Vainqueur de la Coupe d'Écosse en 1992, 1993 et 1996 avec les Glasgow Rangers
- Vainqueur de la Coupe de la Ligue écossaise en 1993 et 1994 avec les Glasgow Rangers
- Finaliste de la FA Cup en 1989 avec Everton
- Champion d'Angleterre de D3 en 1985 avec Bradford City